# Aurora (Texas)
Pour les articles homonymes, voir Aurora.
La ville d’Aurora est située dans le comté de Wise, dans l’État du Texas, aux États-Unis. Elle comptait 853 habitants lors du recensement de 2000.

## Histoire
Le 17 avril 1897, un évènement connu sous le nom d'incident d'Aurora se serait produit à Aurora.